# Іонова Ольга Всеволодівна
Іонова Ольга Всеволодівна (7 листопада 1911, Київ — 25 жовтня 1962) — якутський вчений-історик.

## Біографічні відомості
- 1930—1933 навчалась у Ленінградському інституті історії, філософії і лінгвістики.
- 1933—1934 молодший науковий співробітник музею етнографії АН СРСР у Ленінграді.
- 1934—1937 навчалась в аспірантурі.
- 1938 року захистила дисертацію на тему «Боротьба якутів за незалежність в XVII столітті».
- 1938—1941 завідувач Сектору Півночі Музею народів СРСР.
- 1942—1943 доцент Ростовського державного університету, що евакуйований до міста Ош у Киргизстані.
- 1943—1946 докторант інституту етнографії АН СРСР, дисертація на тему «Матеріальна культура якутів».
- 1946—1947 молодший науковий співробітник інституту етнографії.
- 1947—1950 переводиться до м. Якутська завідувачем сектору історії Інституту мови, історії та літератури.
- 1950—1954 старший науковий співробітник Інституту мови, історії та літератури.
- 1954—1962 старший науковий співробітник Інституту музеєзнавства Міністерства культури РРФСР.

Обиралась депутатом Верховної Ради Якутської АРСР.

## Родина
- Мати — Андросова-Іонова Марія Миколаївна (14.10.1864—1941) — автор та виконавець якутського епосу олонхо, фольклорист.
- Батько — Іонов Всеволод Михайлович.
- Сестра — Людмила, жертва Сталінських репресій 1937 року.

## Про О.В.Іонову
- Бахрушин С. О брошюре О. В. Ионовой «Василий Манчары» // «Социалистическая Якутия» — 1947, 22 февраля.
- Бахрушин С. Рецензия на книгу О. В. Ионовой «Из истории якутского народа (первая половина XVII в», Якутск, 1945 // «Социалистическая Якутия» — 1947, 15 ноября.
- Сафронов Ф. Г. Она была первая. // Социалистическая Якутия — 1967, 19 сентября; «Кыым» — 1967, атырдьах ыйын 27 к.
- Советские историки-якутоведы: Библиографический указатель. Якутск, 1973. — С. 31—33.
- Андросов Н. Дьахталлартан бастакы учуонай. // «Кыым» — 1981, сэтинньи 1 к.
- М. Н. Андросова-Ионова. Олонхо, песни, этнографические заметки, статьи. / Сост. Е. И. Коркина. — Якутск 1998.